# Dyin' on a Prayer
Dyin' on a Prayer (conocido como Morir rezando en América hispana y Oración mortal en España) es el cuarto episodio de la cuarta temporada de la serie de televisión estadounidense de drama-sobrenatural y policíaca: Grimm. El guion principal del episodio fue escrito por Michael Golamco, mientras que la dirección general estuvo a cargo de Eric Laneuville. 
El episodio se transmitió originalmente el 21 de noviembre del año 2015 por la cadena de televisión NBC. Mientras que en América Latina el episodio se estrenó el 8 de diciembre del mismo año por el canal Universal Channel.
Una mujer judía y su hijo David son objeto de violencia doméstica por parte de la expareja de ella, un violento wesen; pocas horas después un extraño ser de arcilla, que resultará ser un golem, mata al hombre. Nick, Hank y Truble investigarán el caso. Por su parte Elizabeth Lascelles, con ayuda de Monroe y Rosalee, casi termina de elaborar el antídoto para revertir el hechizo con el que Adalind le quitó los poderes a Nick y solo le falta un ingrediente: Juliette.

## Título y epígrafe
El título "Dyin' on a Prayer" (textualmente "Muriendo por una plegaria") es una inversión de la usual expresión en inglés "prayer for the dying" -usada en títulos de canciones, libros y películas-, que textualmente significa "plegaria para los moribundos".
El epígrafe del capítulo corresponde a un versículo de la Biblia del Libro de Job (Job 10:9), tomado literalmente de la New American Bible Revised Edition (Nueva Biblia Americana Edición Revisada), publicada en 2011.

Versión original en inglés
Oh, remember that you fashioned me out of clay! Will you then bring me down to dust?
Emisiones en español
HispanoaméricaOh, ¡recuerda que me formaste de barro! Entonces, ¿ahora me convertirás en polvo?
EspañaAcuérdate ahora que como lodo me diste forma. ¿Y en lodo me has de volver?

El título y el epígrafe están ambos directamente relacionados con la trama policial y la leyenda judía del golem, que ocupa el centro del episodio

## Argumento

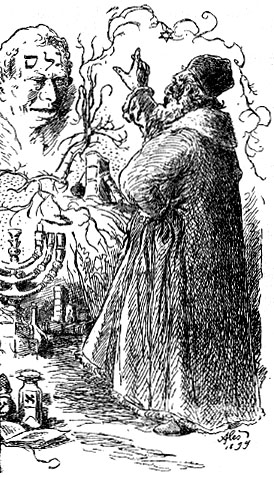
El rabino Loew dándole vida al golem, identificado en esta ilustración por tres letras del alfabeto hebreo: guimel, lamed, mem final (גלם). Ilustración de Mikoláš Aleš, 1899.

La trama principal del episodio se concentra en el caso policial semanal que deben resolver Nick y Hank, quienes pese a las reservas del primero, vuelven a recurrir a la ayuda de Truble. Sara, una mujer judía y su hijo David son objeto de violencia doméstica por parte de la expareja de ella, un feroz wesen que la golpea y asusta con su rostro al niño. Su hermano, que Ben es el rabino de la Congregación Beth Israel de Portland, no sabe cómo proteger a su hermana y sobrino, y recita en hebreo una plegaria de un antiguo rollo, a la vez que extrae un poco de arcilla de un recipiente; a continuación un extraño ser de arcilla, mata al violento hombre. Nick y Hank interrogan en el hospital a la expareja del hombre asesinado, mientras Trubel entretiene a David, que juega con un pequeño monstruo de plástico; el niño le cuenta que su padrastro era un monstruo y Trubel le cuenta a su vez que ha visto y peleado con muchos monstruos en su vida, ganando la confianza de David. Al conocer los detalles de la muerte de la expareja de su hermana, el rabino Ben se da cuenta de que su plegaria funcionó y que había creado un golem. Convoca a Nick y a Hank a la sinagoga y les confiesa lo que hizo, aunque estos no pueden meterlo preso por haber recitado una plegaria. Cuando Sara y David vuelven a su casa desde el hospital, se encuentran con el hermano de su expareja, acusándola de haber asesinado a su hermano y asustando nuevamente al niño con su cara de wesen. Nick, Hank y Ben van a buscar al hermano del padrastro y al llegar a la casa ven al golem ahogando en arcilla y matando al hombre. Los tres llegan a la conclusión que el golem no puede ser controlado y que seguirá matando a quienquiera que amenace a David, a no ser que le pongan un shem, un papel con el nombre de Dios, en su boca. Al volver simulan maltratar a David y el golem aparece para atacar a Nick y a Trubel. Cuando David ve que el golem ataca a Truble, corre en ayuda de su amiga y logra que el ser finalmente se desintegre.

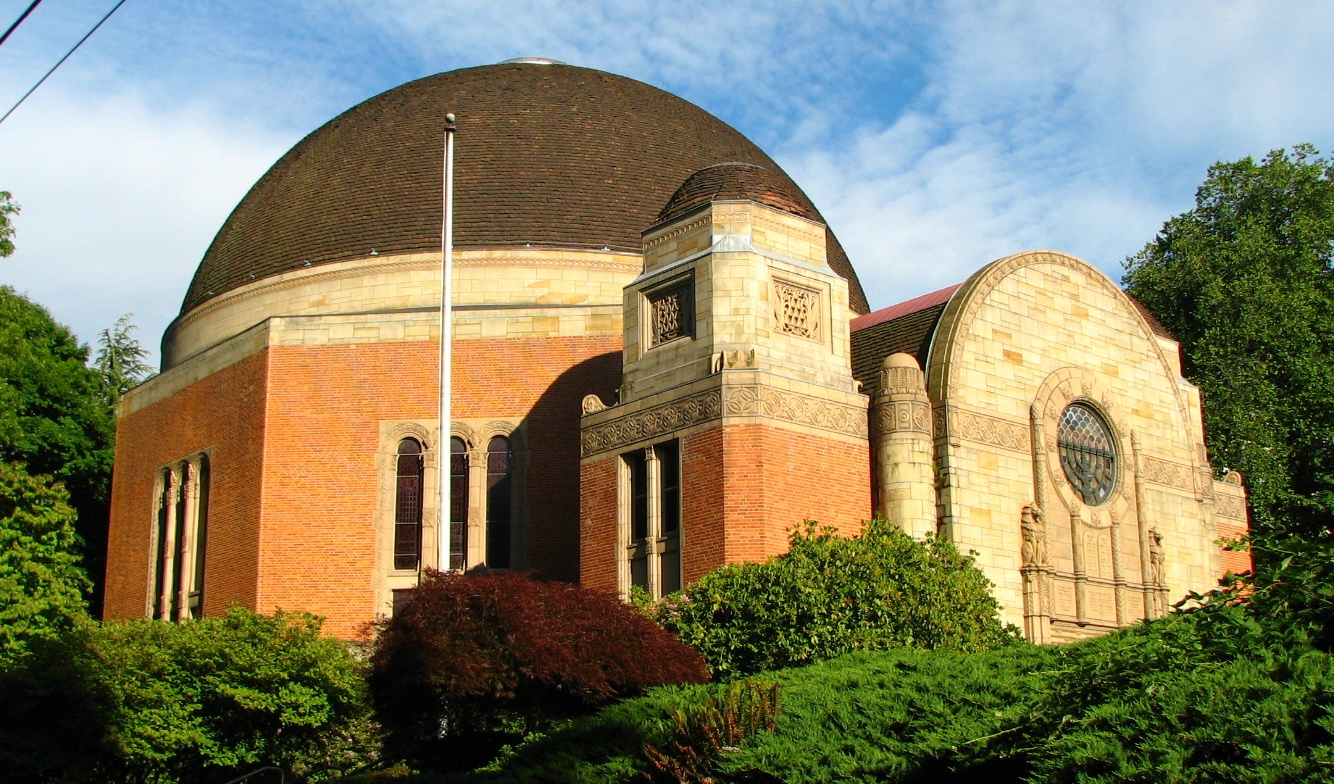
Congregación Beth Israel de Portland, donde se filmaron algunas escenas del episodio.

Simultáneamente Elizabeth Lascelles, con ayuda de Monroe y Rosalee, se dedican en la tienda de especias de Rosalee, a elaborar el antídoto para revertir el hechizo con el que Adalind le quitó los poderes a Nick. De pronto, los enmascarados que habían aparecido al final del capítulo anterior, rompen la vitrina de la tienda con un ladrillo que es más que un ladrillo, porque es un wolsfangel, una amenaza debido al casamiento mixto de Monroe y Rosalee: "es Mischehen", les dice Elizabeth, utilizando la expresión alemana con la que los nazis se referían a los "matrimonios mixtos", entre judíos y no judíos. Luego de buscar incansablemente todo tipo de ingredientes, Elizabeth consigue terminar el antídoto, aunque solo le falta un ingrediente: Juliette.
En Viena, con ayuda de Hoffman, Adalind intenta escapar de la mazmorra en la que fue encerrada en el castillo por Viktor, pero llega a una escalera en la que brotan rostros de la pared, que le dicen saber dónde está su bebé y comienzan a llorar, hasta inundar todo el recinto.
Truble decide contarle a Nick que fue secuestrada por el grupo del FBI liderado por Chávez y que se trata de una wesen que le ofreció formar parte de un grupo secreto, al que le interesa tener una Grimm en sus filas. Nick le pide que lo mantenga al tanto para ver de qué se trata.
El sargento Wu sigue tratando de descubrir que saben Nick y Hank, y como está convencido de que Truble tiene que ver con ello, le lleva su preocupación sobre la extraña presencia de Truble, al capitán Renard.

## Elenco regular
- David Giuntoli como Nick Burkhardt.
- Russell Hornsby como Hank Griffin.
- Bitsie Tulloch como Juliette Silverton.
- Silas Weir Mitchell como Monroe.
- Sasha Roiz como el capitán Renard.
- Bree Turner como Rosalee Calvert.
- Claire Coffee como Adalind Schade.
- Reggie Lee como el sargento Wu.